# Maxey-sur-Meuse
Maxey-sur-Meuse är en kommun i departementet Vosges i regionen Grand Est (tidigare regionen Lorraine) i nordöstra Frankrike. Kommunen ligger i kantonen Coussey som tillhör arrondissementet Neufchâteau. År 2022 hade Maxey-sur-Meuse 216 invånare.

## Befolkningsutveckling
Antalet invånare i kommunen Maxey-sur-Meuse
| Referens: INSEE |